# لیوبیشا سامارجیچ
لیوبیشا سامارجیچ (سیریلیک صربی: Љубиша Самарџић؛ زادهٔ ۱۹ نوامبر ۱۹۳۶) کارگردان  و هنرپیشه اهل صربستان است.
از فیلم‌ها یا برنامه‌های تلویزیونی که وی در آن نقش داشته‌است می‌توان به در عشق، هر لذتی با رنج همراه است، ولتاژ بالا، رؤیا و زندگی زیباست اشاره کرد.